# とうかん山古墳
とうかん山古墳（とうかんやまこふん）は、埼玉県熊谷市箕輪にある古墳。形状は前方後円墳。埼玉県指定史跡に指定されている。

## 概要
埼玉県中部、比企丘陵北辺部の台地中央部に築造された古墳である。墳丘上には稲荷社（おとうか様）・十日夜碑が所在し、古墳名はこれらに由来する。現在までに墳丘周囲は改変を受けているほか、発掘調査は実施されていない。
墳形は前方後円形で、前方部を南西方向に向ける。墳丘長75メートルを測り、熊谷市内では最大規模、埼玉古墳群（行田市）との比較では瓦塚古墳と同程度の規模の前方後円墳になる。墳丘外表では円筒埴輪が採集されている。また墳丘周囲には周溝が巡ると見られるが、現在は埋没している。埋葬施設は明らかでないが、横穴式石室と推定される。副葬品は詳らかでない。
このとうかん山古墳は、古墳時代後期の6世紀後半（または6世紀中葉）頃の築造と推定される。比企丘陵北端の大古墳群である三千塚古墳群の東端に所在するとともに、南約1キロメートルに所在する甲山古墳（熊谷市冑山）と合わせて埼玉古墳群とも関係する大首長の存在を示唆するとして重要視される古墳になる。
古墳域は1989年（平成元年）に埼玉県指定史跡に指定されている。

## 墳丘
墳丘の規模は次の通り。
- 墳丘長：75メートル（または74メートル[2]）
- 後円部
  - 直径：37メートル
  - 高さ：6.2メートル
- 前方部
  - 長さ：38メートル

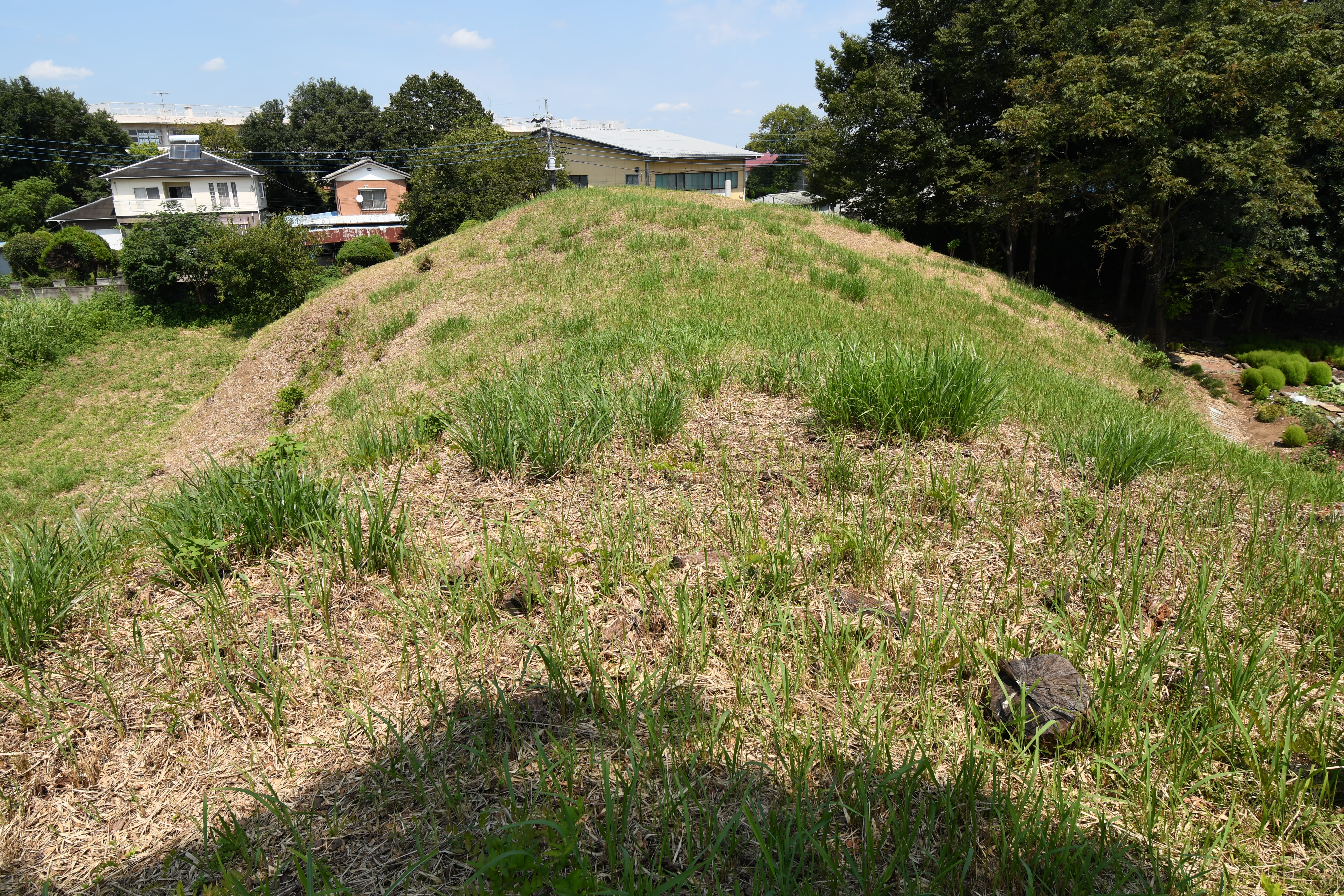
前方部から後円部を望む
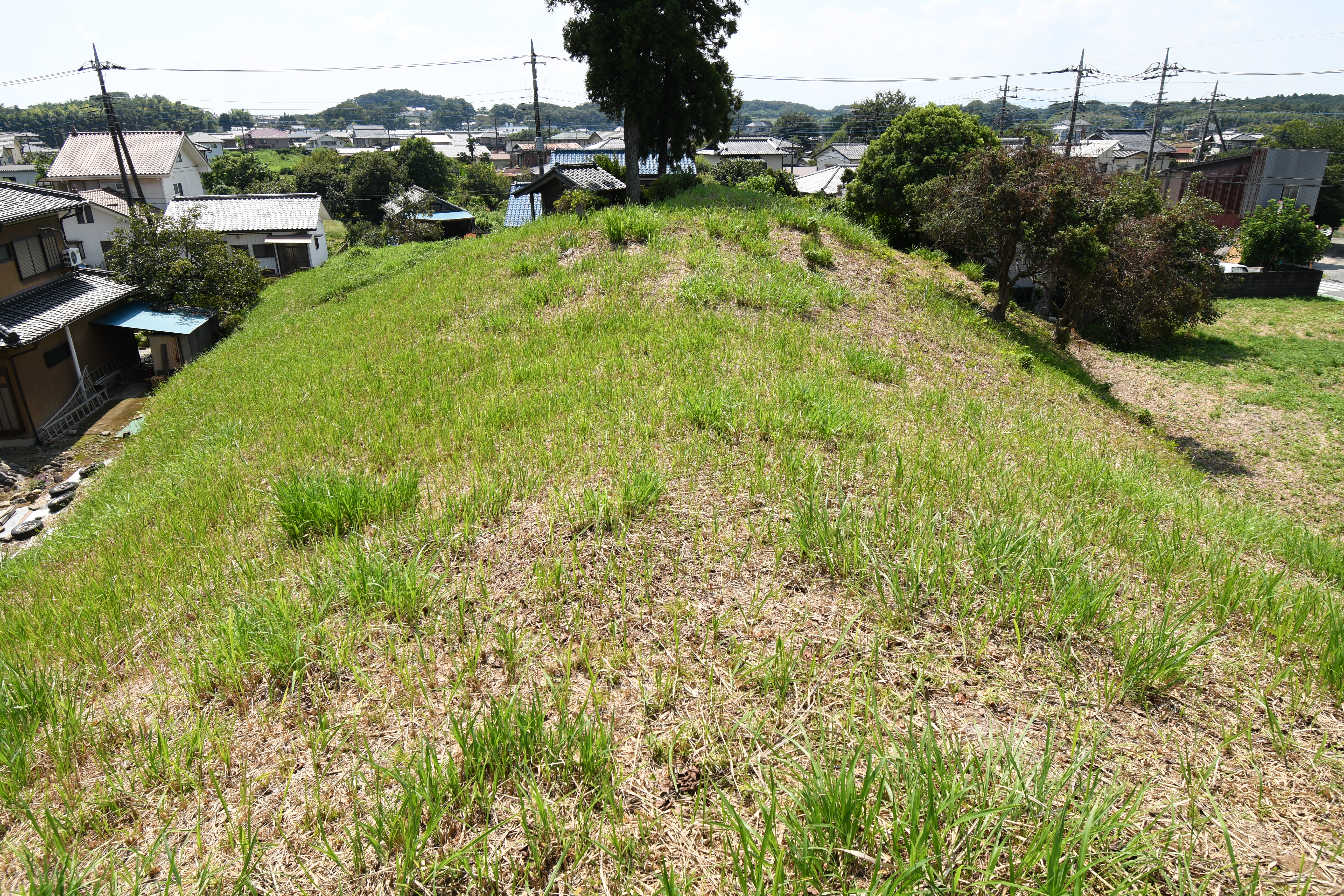
後円部から前方部を望む
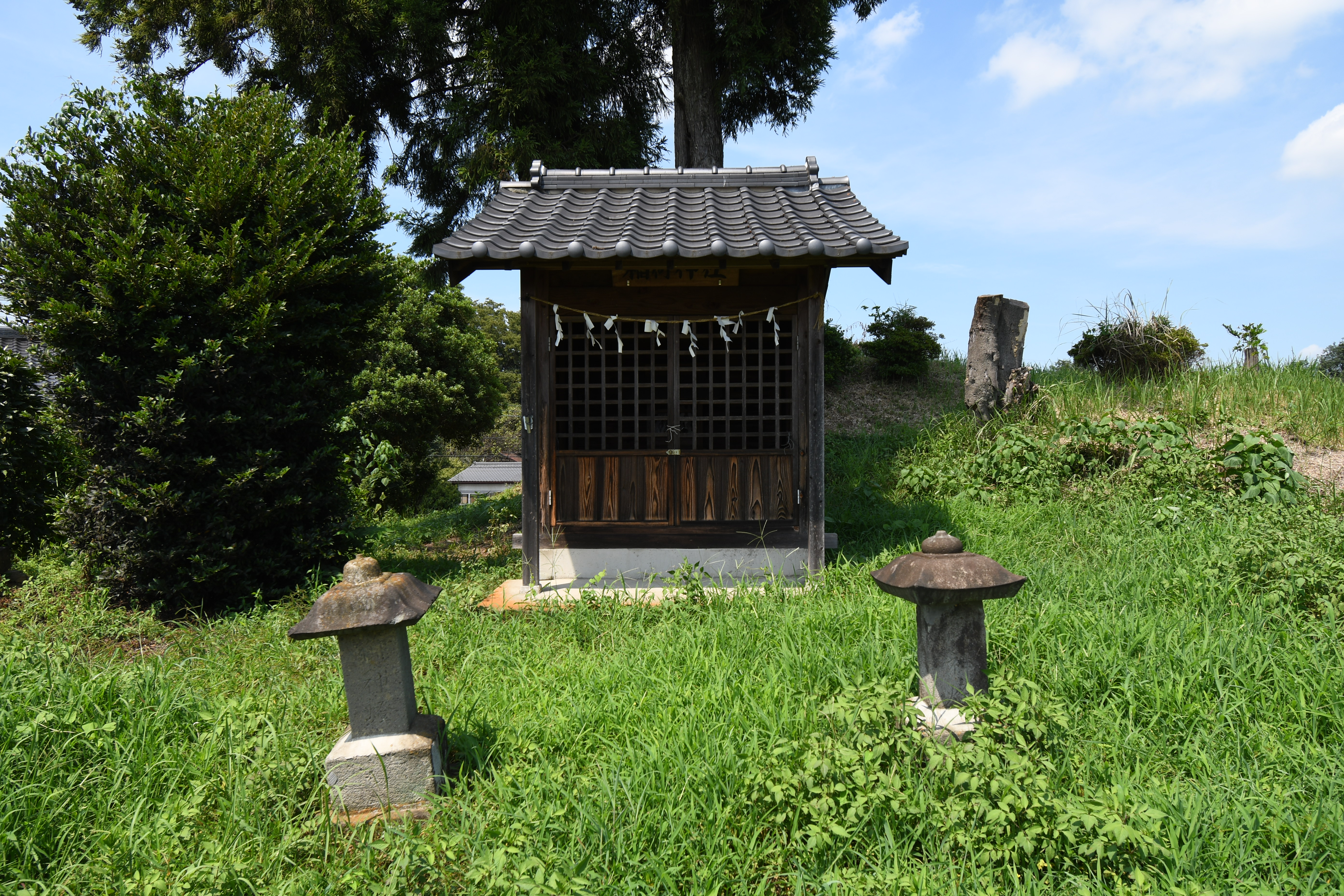
前方部墳頂の稲荷神社
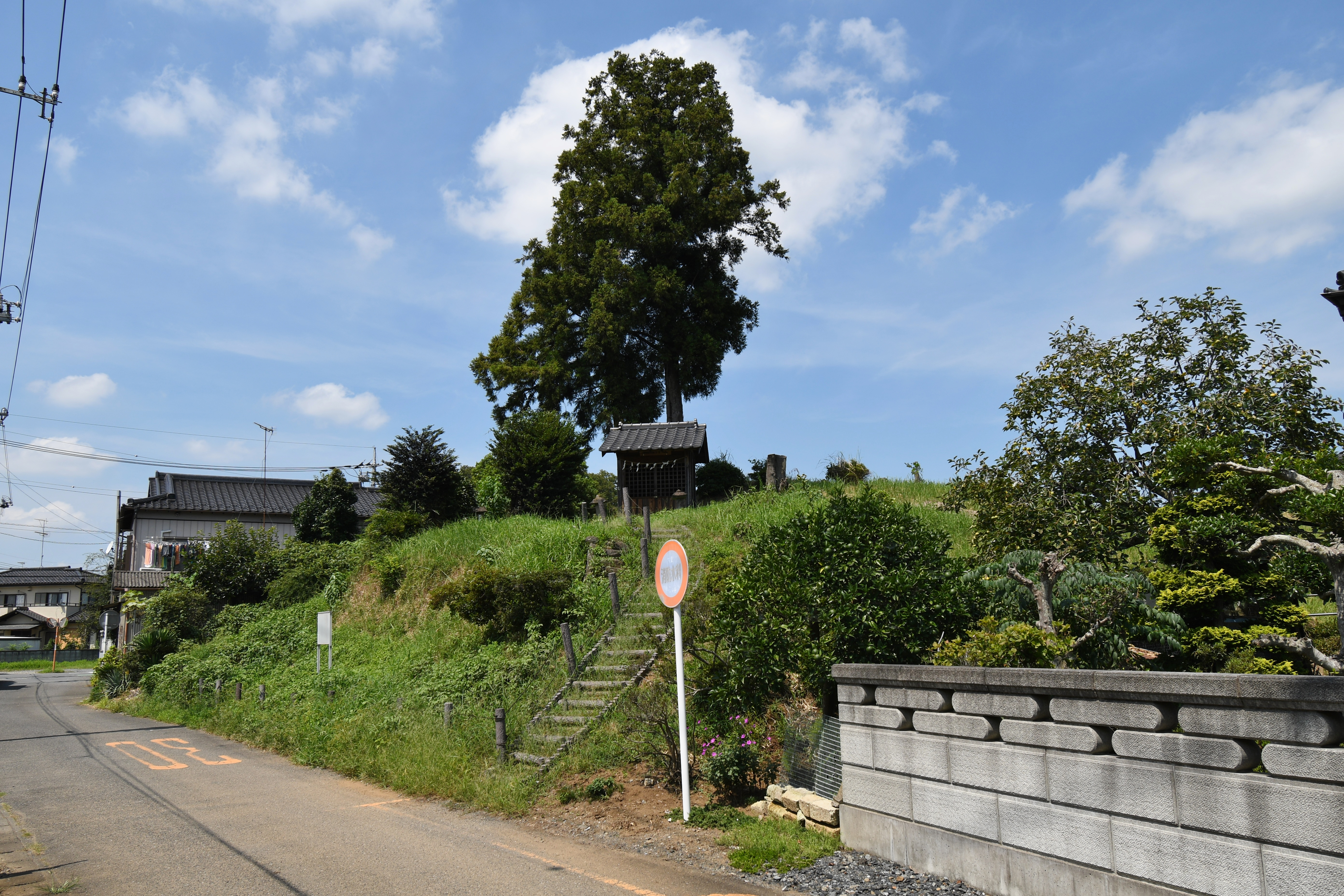
前方部墳丘

## 文化財

### 埼玉県指定文化財
- 史跡
  - とうかん山古墳 - 所有者は保安寺。1989年（平成元年）3月17日指定[4]。